# Erocha affinis
Erocha affinis là một loài bướm đêm trong họ Noctuidae.